# Волково (Конышёвский район)
Волково — село в Конышёвском районе Курской области. Входит в состав Ваблинского сельсовета. 
Население — 86 человек (2010 год).

## География
Расположено в северо-восточной части района в 21 км к северо-востоку от Конышёвки в верховье реки Вабли. Высота над уровнем моря — 203 м. Ближайший населённый пункт — село Рыжково.
Климат
Волково, как и весь район, расположено в поясе умеренно континентального климата с тёплым летом и относительно тёплой зимой (Dfb в классификации Кёппена).
| Показатель                                                                       | Янв. | Фев. | Март | Апр. | Май  | Июнь | Июль | Авг. | Сен. | Окт. | Нояб. | Дек. | Год  |
| -------------------------------------------------------------------------------- | ---- | ---- | ---- | ---- | ---- | ---- | ---- | ---- | ---- | ---- | ----- | ---- | ---- |
| Средний суточный максимум, °C                                                    | −4,2 | −3,3 | 2,5  | 12,6 | 19   | 22,2 | 24,9 | 24,1 | 17,8 | 10,2 | 3,2   | −1,3 | 10,6 |
| Средняя температура, °C                                                          | −6,2 | −5,7 | −1   | 7,9  | 14,4 | 18   | 20,6 | 19,6 | 13,7 | 7    | 1     | −3,2 | 7,2  |
| Средний суточный минимум, °C                                                     | −8,6 | −8,7 | −4,9 | 2,6  | 8,9  | 12,8 | 15,7 | 14,6 | 9,6  | 3,8  | −1,2  | −5,3 | 3,3  |
| Норма осадков, мм                                                                | 51   | 45   | 47   | 51   | 62   | 72   | 78   | 56   | 59   | 58   | 48    | 50   | 677  |
| Источник: Погода по месяцам c ru.climate-data.org(дата обращения: Сентябрь 2021) |      |      |      |      |      |      |      |      |      |      |       |      |      |

Часовой пояс
Село Волково, как и вся Курская область, находится в часовой зоне МСК (московское время). Смещение применяемого времени относительно UTC составляет +3:00.

## История

Волково на карте 1785 года

Основано в 1681 году комарицкими драгунами братьями Вислогузовыми, которые переселились сюда из одноимённой деревни Кромского уезда, основанной ими же (ныне село Волково в Железногорском районе).
В XVII—XVIII веках село входило в состав Свапского стана Рыльского уезда, располагаясь на его восточной окраине. Примыкающая к Волково деревня Рыжково в то время входила уже в состав Курицкого стана Курского уезда.
По данным 3-й ревизии 1762 года в Волково жили однодворцы Гранкины (6 дворов), Вислогузовы, Щекины (по 5 дворов), Познахиревы, Сухоручкины (по 4 двора), Третьяковы (2 двора), Амелины, Берловы, Губановы, Немчиновы, Переверзевы, Щукины (по 1 двору).
В 1779—1924 годах село входило в состав Дмитриевского уезда Курской губернии.
Лично свободные однодворцы составляли примерно половину населения Волкова. Другую половину составляли крепостные крестьяне, принадлежавшие помещикам. По данным 9-й ревизии 1850 года помещице Олимпиаде Кошкиной принадлежало в Волково 133 души мужского пола.
В XIX веке у села было второе название — Богдановка.
По данным 10-й ревизии 1858 года в Волково жили однодворцы Гранкины (13 дворов), Щекины (5 дворов), Сухоручкины (4 двора), Вислогузовы (2 двора), Немчиновы (1 двор) — всего 229 однодворцев (108 мужчин и 121 женщина) в 25 дворах.
В 1862 году в Волкове было 52 двора, проживал 361 человек (167 мужского пола и 194 женского). В 1877 году здесь было 82 двора, проживало 510 человек, действовала школа. В то время село было административным центром Ваблинской волости Дмитриевского уезда. 
Во время Великой Отечественной войны, с октября 1941 года по февраль 1943 года, село находилось в зоне немецкой оккупации. 
В 1977—2010 годах село входило в состав Рыжковского сельсовета. С 2010 года в составе Ваблинского сельсовета.

## Храм Николая Чудотворца
В селе действовал православный храм, освящённый в честь Николая Чудотворца. Приход храма состоял из села Волково и деревень Орлянка, Рыжково и Узник. Церковь располагалась на западной окраине Волкова, рядом с сельским кладбищем. В 1854 году вместо ветхого здания церкви было простроено новое, деревянное. Церковь была однопрестольной. В 1888 году храм посетил архиепископ Курский и Белгородский Иустин. 
В советское время церковь была закрыта и разрушена.
В Государственном архиве Курской области хранятся метрические книги Николаевской церкви за 1869, 1873, 1876, 1880, 1882, 1895 и 1901 годы.
Священники Николаевского храма
- Вениамин Городенский (1876 год)
- Стефан Петрович Руднев (1880, 1882 годы)
- Пётр Филиппович Андриевский (1895 год)
- Алексей Филиппович Попов (1896 — после 1917)

## Население
| 1905 | 1979 | 2002 | 2010 |
| ---- | ---- | ---- | ---- |
| 480  | ↘240 | ↘127 | ↘86  |

## Известные люди
- Гранкин, Павел Николаевич (1925—2012) — участник Великой Отечественной войны, Герой Советского Союза (1944). Родился в Волково.
- Медведев, Александр Петрович (1905—1965) — народный комиссар внутренних дел Дагестанской АССР, генерал-майор.